# 普萊泰尼夫卡
50°20′1″N 36°55′47″E / 50.33361°N 36.92972°E
普萊泰尼夫卡（烏克蘭語：Плетенівка）是位於烏克蘭東部的村莊，由哈爾科夫州丘胡伊夫区的沃夫昌斯克市鎮負責管轄。該村始建於1800年，面積1.03平方公里，海拔高度147米，2001年人口124，人口密度每平方公里120.9人。目前被俄罗斯所占领